# Ludvík Tovar z Enzesfeldu
Ludvík z Tovaru na Enzesfeldu, původně Luís de Tovar, také Ludvík Továr z Továru na Enzesfeldtu, von Tobar Freiherr zu Enzesfeldt nebo Tabár z Einzidle, či Tobar (ca 1500 Španělsko, † 5. března 1553 Praha) byl španělský a rakouský šlechtic, císařský rada a komorník ve službách císaře a krále Ferdinanda I. Habsburského.

## Kariéra

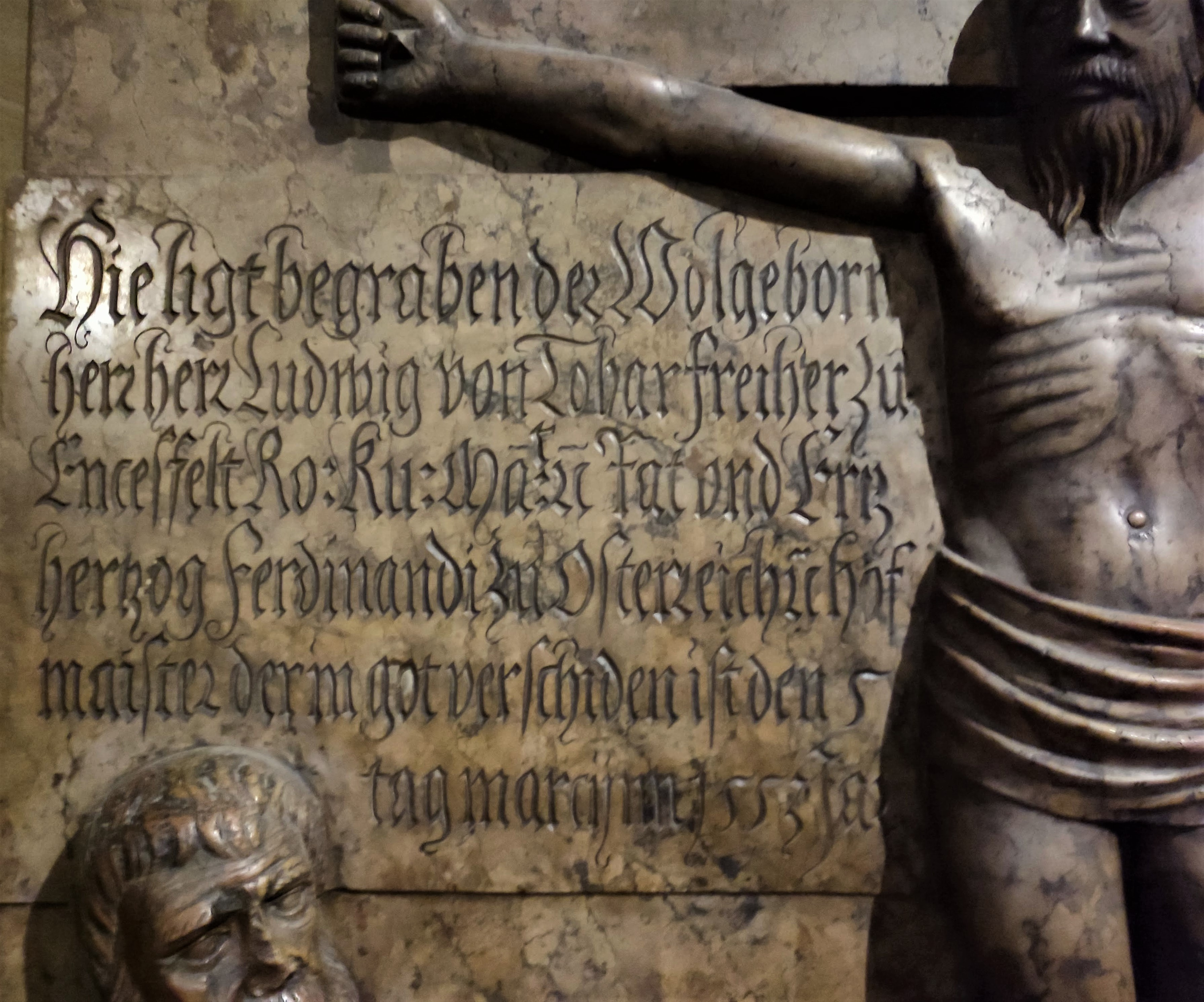
Nápis náhrobku se všemi tituly a datem úmrtí 5. 3. 1553

Pocházel ze starého španělského šlechtického rodu de Tovar, doloženého v Kastilském království od počátku 13. století a působícího i v Portugalsku.
Od roku 1533 byl rytířem prestižního španělského Svatojakubského řádu a v roce 1546 povýšen do říšského panského čili baronského stavu s titulem svobodného pána z Enzesfeldu, podle stejnojmenného dolnorakouského hradu a panství, které v roce 1537 získal od panovníka do zástavy.
Počátky jeho kariéry nejsou blíže známy. Do písemných pramenů vstoupil až jako rada a úředník Ferdinanda I. Habsburského, narozeného a vychovaného ve Španělsku, s nímž přichází do Vídně a Prahy. Od něho obdržel do zástavy hrad a panství Kašperk a pro úpravu hradu žádal zaznamenat investici 500 grošů českých.
Sloužil také jako hofmistr arcivévody Ferdinanda Tyrolského a zemřel v roce 1553. Zanechal vdovu Zuzanu a nezletilého syna Bernarda Ludvíka. Vdova označovaná též "von Tabor" držela Kašperk ještě roku 1594.

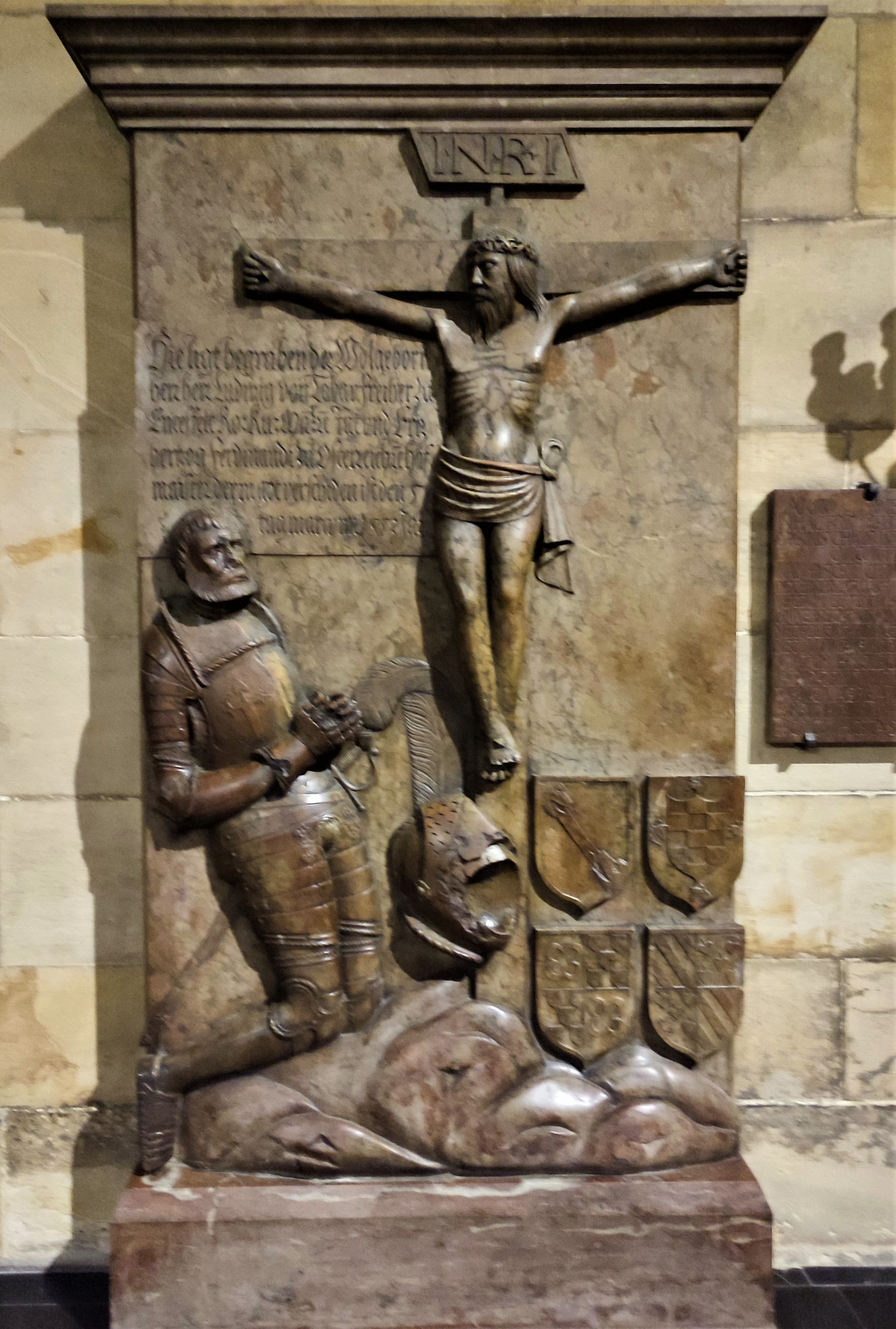
Náhrobek barona Ludvíka z Tovaru na Enzesfeldu (+1553)

Jeho honosný figurální mramorový náhrobek s titulem "Ludwig von Tobar Freiher zu Encesfelt" se dochoval na stěně střední lodi katedrály sv. Víta v Praze. V úplné plátové zbroji s křížem Řádu svatojakubských rytířů na kyrysu adoruje klečící pod Ukřižovaným Kristem, společně s přilbou a čtyřmi štíty erbovního vývodu předků. V archivu pražské kapituly se dochoval Tovarův testament z 12. září roku 1548.

## Rodina
Nesporně iberský původ vyplývá z predikátu, erbů i znamení Řádu svatého Jakuba na náhrobku. Manželkou byla od roku 1534 Zuzana rozená von Ottwein a Freienfeld (1510-1588) ze slezského šlechtického rodu.. Společně vlastnili hrad v Enzesfeldu. Jejich vnuk Bernard Ludvík z Tovaru a Enzesfeldu (1553-1596/99) byl komořím arcivévody Arnošta Habsburského, oženil se s Alenou Berkovou z Dubé a na Moravě přestavěl tvrz v Miloticích na zámek.

## Erb

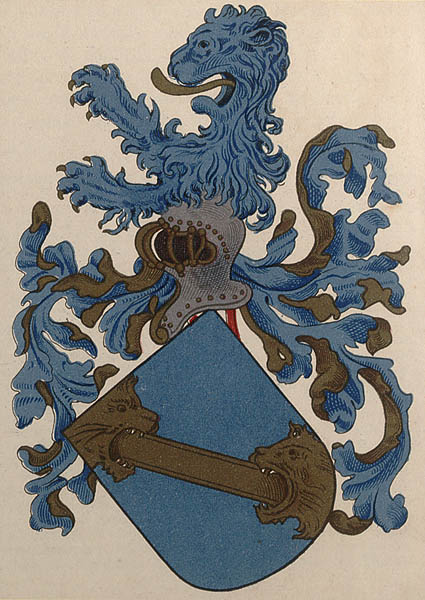
Erb rodu de Tovar (s hlavami lvů, ale vyskytuje se i provedení s dračími hlavami)

Rodovým erbem španělského šlechtického rodu de Tovar bylo heraldické kosmé břevno v tlamách dvou lvích nebo dračích hlav na okrajích štítu. Přilbovým klenotem pak horní část těla lva nebo draka.
Na výše uvedeném a zobrazeném náhrobku je tento rodový erb Ludvíka z Tovaru prvním štítem ze čtyř znaků heraldického vývodu jeho předků, dokládajících šlechtickou urozenost v mužské i ženské linii. Horní dva znaky jsou jeho otce a matky (čili rodové erby obou dědečků), dolní dva znaky pak babiček (rodové erby manželek dědečků z otcovy i matčiny strany).
Takže první štít je erbem jeho otce z rodu de Tovar (viz štít s břevnem ve lvích či dračích tlamách). Druhý štít je erbem jeho matky pocházející z rodu Cabeza de Vaca (viz šachovaný štít s lemem s kravskými hlavami). Z toho rodu byl i španělský conquistador a objevitel Álvar Núñez Cabeza de Vaca. Třetí štít je erbem první babičky (tj. otcovy matky) z rodu portugalského původu de Sosa (viz čtvrcený štít s opakujícími se čtyřmi půlměsíci a pěti portugalskými štítky).  Čtvrtý štít pak erbem druhé babičky (tj. matčiny matky) z rodu Vélez de Guevara (viz poslední čtvrcený štít opakující hermelínová břevna a pětici listů). Z něhož byl v době Třicetileté války u nás činný diplomat Íñigo Vélez de Guevara y Tassis, který přispěl k pádu Albrechta z Valdštejna.